# Лінкольн (Міссурі)
Лінкольн (англ. Lincoln) — місто (англ. city) в США, в окрузі Бентон штату Міссурі. Населення — 1144 особи (2020).

## Географія
Лінкольн розташований за координатами 38°23′39″ пн. ш. 93°19′51″ зх. д. / 38.39417° пн. ш. 93.33083° зх. д. (38.394141, -93.330730).  За даними Бюро перепису населення США в 2010 році місто мало площу 2,55 км², з яких 2,46 км² — суходіл та 0,09 км² — водойми.

## Демографія
Згідно з переписом 2010 року, у місті мешкало 1190 осіб у 478 домогосподарствах у складі 298 родин. Густота населення становила 467 осіб/км².  Було 524 помешкання (206/км²).
Расовий склад населення:
| - 97,6 % — білих - 0,8 % — корінних американців - 0,3 % — азіатів - 0,1 % — вихідців з тихоокеанських островів - 0,1 % — чорних або афроамериканців |

До двох чи більше рас належало 0,9 %. Частка іспаномовних становила 1,1 % від усіх жителів.
За віковим діапазоном населення розподілялося таким чином: 25,6 % — особи молодші 18 років, 49,4 % — особи у віці 18—64 років, 25,0 % — особи у віці 65 років та старші. Медіана віку мешканця становила 41,1 року. На 100 осіб жіночої статі у місті припадало 79,8 чоловіків;  на 100 жінок у віці від 18 років та старших — 79,5 чоловіків також старших 18 років.
Середній дохід на одне домашнє господарство  становив 34 975 доларів США (медіана — 27 054), а середній дохід на одну сім'ю — 43 123 долари (медіана — 34 375). За межею бідності перебувало 27,1 % осіб, у тому числі 28,8 % дітей у віці до 18 років та 23,0 % осіб у віці 65 років та старших.
Цивільне працевлаштоване населення становило 416 осіб. Основні галузі зайнятості: виробництво — 21,6 %, освіта, охорона здоров'я та соціальна допомога — 16,6 %, роздрібна торгівля — 13,9 %.